# Division I i bandy 1977/1978
Division I i bandy 1977/1978 var Sveriges högsta division i bandy för herrar säsongen 1977/1978. Norrgruppsvinnaren Edsbyns IF lyckades vinna svenska mästerskapet efter seger med 6-4 mot södergruppsvinnaren Västerås SK i finalmatchen på Söderstadion i Stockholm den 19 mars 1978.

## Upplägg
Lag 1-4 i respektive grupp av de två geografiskt indelade 10-lagsgrupperna gick till slutspel, och lag 9-10 i respektive grupp flyttades ned till Division II.

## Förlopp
Skytteligan vanns av Lars Olsson, Sandvikens AIK med 39 fullträffar..

## Seriespelet

### Division I norra
Spelades 4 december 1977-19 februari 1978.
| Nr | Lag            | S  | V  | O | F  | +/-      | P  |
| -- | -------------- | -- | -- | - | -- | -------- | -- |
| 1  | Edsbyns IF     | 18 | 13 | 1 | 4  | 105 - 60 | 27 |
| 2  | Selångers SK   | 18 | 12 | 3 | 3  | 71 - 55  | 27 |
| 3  | Sandvikens AIK | 18 | 10 | 3 | 5  | 83 - 45  | 23 |
| 4  | Brobergs IF    | 18 | 8  | 7 | 3  | 76 - 57  | 23 |
| 5  | Hammarby IF    | 18 | 7  | 4 | 7  | 49 - 66  | 18 |
| 6  | Bollnäs GIF    | 18 | 7  | 3 | 8  | 61 - 54  | 17 |
| 7  | IK Sirius      | 18 | 7  | 2 | 9  | 67 - 73  | 16 |
| 8  | Ljusdals BK    | 18 | 6  | 2 | 10 | 67 - 84  | 14 |
| 9  | Falu BS        | 18 | 6  | 1 | 11 | 76 - 70  | 13 |
| 10 | Eskilstuna BS  | 18 | 1  | 0 | 17 | 39 - 130 | 2  |

### Division I södra
Spelades 4 december 1977-19 februari 1978.
| Nr | Lag             | S  | V  | O | F  | +/-     | P  |
| -- | --------------- | -- | -- | - | -- | ------- | -- |
| 1  | Västerås SK     | 18 | 11 | 1 | 6  | 60 - 62 | 23 |
| 2  | Örebro SK       | 18 | 11 | 0 | 7  | 64 - 46 | 22 |
| 3  | IF Boltic       | 18 | 11 | 0 | 7  | 68 - 62 | 22 |
| 4  | Lesjöfors IF    | 18 | 10 | 1 | 7  | 76 - 56 | 21 |
| 5  | Katrineholms SK | 18 | 9  | 0 | 9  | 68 - 57 | 18 |
| 6  | Surte SK        | 18 | 7  | 4 | 7  | 60 - 52 | 18 |
| 7  | Villa BK        | 18 | 7  | 1 | 10 | 57 - 62 | 15 |
| 8  | Nässjö IF       | 18 | 7  | 1 | 10 | 38 - 49 | 15 |
| 9  | IFK Kungälv     | 18 | 6  | 2 | 10 | 47 - 60 | 14 |
| 10 | Värmbols GoIF   | 18 | 6  | 0 | 12 | 57 - 89 | 12 |

## Seriematcherna

### Norrgruppen
| - 4 december 1977 Brobergs IF-IK Sirius 3-3 - 4 december 1977 Edsbyns IF-Hammarby IF 6-3 - 4 december 1977 Eskilstuna BS-Sandvikens AIK 3-6 - 4 december 1977 Falu BS-Bollnäs GIF 1-5 - 4 december 1977 Selånger SK-Ljusdals BK 7-2 - 11 december 1977 Bollnäs-Eskilstuna 4-1 - 11 december 1977 Hammarby-Broberg 4-4 - 11 december 1977 Ljusdal-Edsbyn 3-9 - 11 december 1977 Sandviken-Selånger 4-4 - 11 december 1977 Sirius-Falun 2-0 - 18 december 1977 Edsbyn-Sandviken 0-2 - 18 december 1977 Eskilstuna-Falun 1-3 - 18 december 1977 Hammarby-Sirius 2-6 - 18 december 1977 Selånger-Bollnäs 5-2 - 22 december 1977 Broberg-Ljusdal 8-4 - 26 december 1977 Bollnäs-Edsbyn 2-1 - 26 december 1977 Falun-Selånger 4-5 - 26 december 1977 Ljusdal-Hammarby 2-4 - 26 december 1977 Sandviken-Broberg 3-4 - 26 december 1977 Sirius-Eskilstuna 5-2 - 28 december 1977 Edsbyn-Sirius 7-3 - 28 december 1977 Hammarby-Sandviken 3-2 - 28 december 1977 Ljusdal-Falun 3-0 - 30 december 1977 Broberg-Bollnäs 2-2 - 30 december 1977 Selånger-Eskilstuna 6-3 - 3 januari 1978 Bollnäs-Hammarby 4-6 - 3 januari 1978 Eskilstuna-Edsbyn 2-8 - 3 januari 1978 Falun-Broberg 2-4 - 3 januari 1978 Sandviken-Ljusdal 9-2 - 3 januari 1978 Sirius-Selånger 2-2 - 6 januari 1978 Broberg-Edsbyn 4-4 - 6 januari 1978 Falun-Sandviken 2-4 - 6 januari 1978 Ljusdal-Eskilstuna 9-2 - 6 januari 1978 Selånger-Hammarby 3-1 - 6 januari 1978 Sirius-Bollnäs 4-1 - 8 januari 1978 Broberg-Eskilstuna 8-2 - 8 januari 1978 Edsbyn-Selånger 9-2 - 8 januari 1978 Hammarby-Falun 0-5 - 8 januari 1978 Sandviken-Sirius 1-2 - 9 januari 1978 Ljusdal-Bollnäs 7-2 - 11 januari 1978 Bollnäs-Sandviken 3-3 - 11 januari 1978 Eskilstuna-Hammarby 3-5 - 11 januari 1978 Falun-Edsbyn 5-6 - 11 januari 1978 Selånger-Broberg 2-4 - 11 januari 1978 Sirius-Ljusdal 5-2 | - 18 januari 1978 Broberg-Selånger 3-4 - 18 januari 1978 Hammarby-Eskilstuna 4-2 - 18 januari 1978 Ljusdal-Sirius 6-3 - 18 januari 1978 Sandviken-Bollnäs 3-1 - 19 januari 1978 Edsbyn-Falun 10-5 - 22 januari 1978 Bollnäs-Ljusdal 6-2 - 22 januari 1978 Eskilstuna-Broberg 3-9 - 22 januari 1978 Falun-Hammarby 1-2 - 22 januari 1978 Selånger-Edsbyn 2-5 - 22 januari 1978 Sirius-Sandviken 4-10 - 25 januari 1978 Bollnäs-Broberg 4-1 - 25 januari 1978 Falun-Ljusdal 10-2 - 25 januari 1978 Sandviken-Hammarby 8-2 - 25 januari 1978 Sirius-Edsbyn 4-5 - 27 januari 1978 Eskilstuna-Selånger 1-2 - 29 januari 1978 Broberg-Falun 3-3 - 29 januari 1978 Edsbyn-Eskilstuna 11-3 - 29 januari 1978 Hammarby-Bollnäs 1-1 - 29 januari 1978 Ljusdal-Sandviken 2-1 - 29 januari 1978 Selånger-Sirius 3-2 - 6 februari 1978 Broberg-Sandviken 1-1 - 6 februari 1978 Edsbyn-Bollnäs 6-1 - 6 februari 1978 Eskilstuna-Sirius 4-2 - 6 februari 1978 Hammarby-Ljusdal 1-1 - 6 februari 1978 Selånger-Falun 10-3 - 9 februari 1978 Bollnäs-Selånger 2-3 - 9 februari 1978 Falun-Eskilstuna 12-1 - 9 februari 1978 Ljusdal-Broberg 1-4 - 9 februari 1978 Sandviken-Edsbyn 7-2 - 9 februari 1978 Sirius-Hammarby 8-2 - 12 februari 1978 Bollnäs-Sirius 5-2 - 12 februari 1978 Eskilstuna-Ljusdal 3-12 - 12 februari 1978 Hammarby-Selånger 0-2 - 12 februari 1978 Sandviken-Falun 6-3 - 13 februari 1978 Edsbyn-Broberg 6-4 - 15 februari 1978 Broberg-Hammarby 3-3 - 15 februari 1978 Edsbyn-Ljusdal 5-2 - 15 februari 1978 Eskilstuna-Bollnäs 0-14 - 15 februari 1978 Falun-Sirius 11-4 - 18 februari 1978 Selånger-Sandviken 4-3 - 19 februari 1978 Bollnäs-Falun 2-6 - 19 februari 1978 Hammarby-Edsbyn 6-5 - 19 februari 1978 Ljusdal-Selånger 5-5 - 19 februari 1978 Sandviken-Eskilstuna 10-3 - 19 februari 1978 Sirius-Broberg 6-7 |

### Södergruppen
| - 4 december 1977 IFK Kungälv-Västerås SK 2-2 - 4 december 1977 Nässjö IF-IF Boltic 1-2 - 4 december 1977 Villa BK-Surte SK 3-3 - 4 december 1977 Värmbol GoIF-Lesjöfors IF 4-8 - 4 december 1977 Örebro SK-Katrineholms SK 2-4 - 11 december 1977 Boltic-Örebro 6-3 - 11 december 1977 Katrineholm-Villa 3-2 - 11 december 1977 Lesjöfors-Nässjö 2-3 - 11 december 1977 Surte-Kungälv 1-1 - 11 december 1977 Västerås-Värmbol 4-2 - 18 december 1977 Kungälv-Katrineholm 3-1 - 18 december 1977 Lesjöfors-Boltic 7-4 - 18 december 1977 Nässjö-Västerås 6-2 - 18 december 1977 Villa-Örebro 3-4 - 18 december 1977 Värmbol-Surte 3-11 - 26 december 1977 Boltic-Villa 6-3 - 26 december 1977 Katrineholm-Värmbol 5-1 - 26 december 1977 Surte-Nässjö 1-1 - 26 december 1977 Västerås-Lesjöfors 6-3 - 26 december 1977 Örebro-Kungälv 4-1 - 28 december 1977 Kungälv-Villa 2-3 - 28 december 1977 Lesjöfors-Surte 2-4 - 28 december 1977 Nässjö-Katrineholm 3-1 - 28 december 1977 Värmbol-Boltic 6-3 - 28 december 1977 Västerås-Örebro 2-1 - 3 januari 1978 Boltic-Kungälv 3-2 - 3 januari 1978 Katrineholm-Lesjöfors 1-2 - 3 januari 1978 Surte-Västerås 6-2 - 3 januari 1978 Villa-Värmbol 4-2 - 3 januari 1978 Örebro-Nässjö 9-1 - 6 januari 1978 Katrineholm-Boltic 7-2 - 6 januari 1978 Kungälv-Lesjöfors 4-3 - 6 januari 1978 Nässjö-Värmbol 1-2 - 6 januari 1978 Västerås-Villa 5-1 - 6 januari 1978 Örebro-Surte 4-1 - 8 januari 1978 Lesjöfors-Örebro 5-1 - 8 januari 1978 Nässjö-Villa 2-1 - 8 januari 1978 Surte-Boltic 1-3 - 8 januari 1978 Värmbol-Kungälv 5-1 - 8 januari 1978 Västerås-Katrineholm 3-2 - 11 januari 1978 Boltic-Västerås 7-5 - 11 januari 1978 Katrineholm-Surte 2-3 - 11 januari 1978 Kungälv-Nässjö 1-0 - 11 januari 1978 Villa-Lesjöfors 3-7 - 11 januari 1978 Örebro-Värmbol 10-1 | - 18 januari 1978 Lesjöfors-Villa 4-2 - 18 januari 1978 Nässjö-Kungälv 3-2 - 18 januari 1978 Surte-Katrineholm 3-4 - 18 januari 1978 Värmbol-Örebro 2-3 - 18 januari 1978 Västerås-Boltic 5-4 - 22 januari 1978 Boltic-Surte 5-2 - 22 januari 1978 Katrineholm-Västerås 11-0 - 22 januari 1978 Kungälv-Värmbol 2-3 - 22 januari 1978 Villa-Nässjö 0-1 - 22 januari 1978 Örebro-Lesjöfors 3-4 - 25 januari 1978 Boltic-Värmbol 8-2 - 25 januari 1978 Katrineholm-Nässjö 5-4 - 25 januari 1978 Surte-Lesjöfors 3-3 - 25 januari 1978 Villa-Kungälv 8-4 - 25 januari 1978 Örebro-Västerås 4-3 - 29 januari 1978 Kungälv-Boltic 5-2 - 29 januari 1978 Lesjöfors-Katrineholm 8-2 - 29 januari 1978 Nässjö-Örebro 1-3 - 29 januari 1978 Värmbol-Villa 9-4 - 29 januari 1978 Västerås-Surte 4-3 - 6 februari 1978 Kungälv-Örebro 4-2 - 6 februari 1978 Lesjöfors-Västerås 1-3 - 6 februari 1978 Nässjö-Surte 3-1 - 6 februari 1978 Villa-Boltic 3-1 - 6 februari 1978 Värmbol-Katrineholm 4-5 - 8 februari 1978 Boltic-Lesjöfors 2-0 - 8 februari 1978 Katrineholm-Kungälv 7-3 - 8 februari 1978 Surte-Värmbol 4-2 - 8 februari 1978 Västerås-Nässjö 3-2 - 8 februari 1978 Örebro-Villa 2-1 - 12 februari 1978 Boltic-Katrineholm 6-4 - 12 februari 1978 Lesjöfors-Kungälv 4-6 - 12 februari 1978 Surte-Örebro 5-2 - 12 februari 1978 Villa-Västerås 5-1 - 12 februari 1978 Värmbol-Nässjö 5-3 - 15 februari 1978 Kungälv-Surte 3-5 - 15 februari 1978 Nässjö-Lesjöfors 2-6 - 15 februari 1978 Villa-Katrineholm 6-3 - 15 februari 1978 Värmbol-Västerås 1-6 - 15 februari 1978 Örebro-Boltic 5-1 - 19 februari 1978 Boltic-Nässjö 3-1 - 19 februari 1978 Katrineholm-Örebro 1-2 - 19 februari 1978 Lesjöfors-Värmbol 7-3 - 19 februari 1978 Surte-Villa 3-5 - 19 februari 1978 Västerås-Kungälv 4-1 |

## Slutspel om svenska mästerskapet 1978

### Kvartsfinaler (bäst av tre matcher)
- 3 mars 1978: Örebro SK-Brobergs IF 7-3
- 3 mars 1978: Edsbyns IF-Lesjöfors IF 2-1
- 3 mars 1978: Sandvikens AIK-IF Boltic 2-2
- 3 mars 1978: Västerås SK-Selångers SK 4-2

- 5 mars 1978: Brobergs IF-Örebro SK 6-0
- 5 mars 1978: Lesjöfors IF-Edsbyns IF 1-7
- 5 mars 1978: IF Boltic-Sandvikens AIK 4-2 *
- 5 mars 1978: Selångers SK-Västerås SK 2-1

- 7 mars 1978: Brobergs IF-Örebro SK 5-3
- 7 mars 1978: Västerås SK-Selångers SK 5-4

- Vid denna tid tillämpades inte förlängning. Enligt samtida regler räckte en oavgjord match och en vinst för att gå vidare.

### Semifinaler (bäst av tre matcher)
- 10 mars 1978: Edsbyns IF-Brobergs IF 2-1
- 10 mars 1978: Västerås SK-IF Boltic 4-3

- 12 mars 1978: Brobergs IF-Edsbyns IF 6-2
- 12 mars 1978: IF Boltic-Västerås SK 4-5

- 14 mars 1978: Brobergs IF-Edsbyns IF 2-3

### Final
- 19 mars 1978: Edsbyns IF-Västerås SK 6-4 (Söderstadion, Stockholm)

## Svenska mästarna
Mall:Edsbyns IF 1977/1978